# Домалевац-Шамац
Община Домалевац-Шамац (босн. и хорв. Opština Domaljevac-Šamac, серб. Општина Домаљевац-Шамац) — боснийская община, расположенная в северо-восточной части Федерации Боснии и Герцеговины. Административным центром является город Босански-Шамац. Самая маленькая община из всех общин Федерации Боснии и Герцеговины.

## География
Образована в 1995 году после Дейтонских соглашений. В состав входят шесть населённых пунктов: Базик, Босански-Шамац, Брвник, Гребнице, Домалевац и Тишина.

## Население
По данным переписи населения 1991 года, в общине проживали 4152 человека, из них:
- хорваты — 4072 (98.07 %);
- югославы — 31 (0.74 %);
- сербы — 20 (0.48 %);
- бошняки — 7 (0.16 %);
- другие — 22 (0.52 %).

По оценке на 2009 год, в общине проживают 4297 человек.